# Saint-Jouin-de-Milly
Saint-Jouin-de-Milly is een plaats en voormalige gemeente in het Franse departement Deux-Sèvres in de regio Nouvelle-Aquitaine en telt 219 inwoners (2004). De plaats maakt deel uit van het arrondissement Bressuire.

## Geschiedenis
Saint-Jouin-de-Milly is op 1 januari 2019 gefuseerd met de gemeenten Le Breuil-Bernard, La Chapelle-Saint-Étienne, Moncoutant, Moutiers-sous-Chantemerle en Pugny tot een nieuwe gemeente, geheten Moncoutant-sur-Sèvre. 

## Geografie
De oppervlakte van Saint-Jouin-de-Milly bedraagt 6,8 km², de bevolkingsdichtheid is 32,2 inwoners per km².
De onderstaande kaart toont de ligging van Saint-Jouin-de-Milly met de belangrijkste infrastructuur en aangrenzende gemeenten.

## Demografie
Onderstaande figuur toont het verloop van het inwonertal.
Le Breuil-Bernard · La Chapelle-Saint-Étienne · Moncoutant · Moutiers-sous-Chantemerle · Pugny · Saint-Jouin-de-Milly